# Helen Duval
Helen Duval (Edam; 19 de septiembre de 1965) es una ex actriz pornográfica neerlandesa. 
Ingresó a la industria del sexo como escritora de una columna en la revista erótica Holandesa Tuk. Luego de ello, Duval inició su carrera como actriz en 1993 luego de sostener una reunión con el director y productor alemán Hans Moser. Su primera aparición en una película de los Estados Unidos se dio en 1994 al participar en Private Video Magazine 7. Desde entonces apareció en diversas películas para adultos.
Adicionalmente a la actuación, Duval también se desempeña como productora de películas para adultos.

## Filmografía (selección)
- 9½ Days (1993)
- The House on Paradise Beach (1996)
- Helen Does Holland (1997)
- Deep Inside Helen Duval (1998)
- Dream Catcher (1998)
- Secrets of Kamasutra (2000)
- Casa Rosso (2002)
- Ice & Fire (2003)
- Quo Vadis (2003)